# Haraucourt, Ardennes
Haraucourt är en kommun i departementet Ardennes i regionen Grand Est (tidigare regionen Champagne-Ardenne) i nordöstra Frankrike. Kommunen ligger  i kantonen Raucourt-et-Flaba som ligger i arrondissementet Sedan. År 2022 hade Haraucourt 706 invånare.

## Befolkningsutveckling
Antalet invånare i kommunen Haraucourt
Referens: INSEE